# Pálida (EP)
Pálida es un EP del grupo musical Aviador Dro, editado en mayo del año 1994 por el sello "La Fábrica Magnética", bajo la referencia 94P11FM64.

Su grabación se llevó a cabo en los estudios Reactor y fue producido por la propia banda y Moncho Campa.
Para celebrar el decimoquinto aniversario de vida del Aviador Dro, su discográfica en ese momento "La Fábrica Magnética" organizó una actuación de Aviador Dro (teloneados por Madelman) en la sala Pachá de Madrid, con el objetivo de grabar un disco en directo del grupo (véase disco Cyberiada). Con la entrada se regaló este EP en formato CD, en edición especial limitada, con el subtítulo de "Quince años del brazo armado del tecno".

## Lista de canciones
| Título                 | Autor                  | Duración |
| ---------------------- | ---------------------- | -------- |
| Pálida                 | Servando Carballar     | 4:18     |
| Interzona              | Servando Carballar     | 4:11     |
| Ella perdió el control | (versión Joy Division) | 5:54     |